# Форменторская сосна
«Форменто́рская сосна́» (кат. Pi de Formentor) — картина испанского (каталонского) художника Эрменехильдо Англада-Камарасы, написанная около 1922 года. Картина находится в коллекции Музея современного искусства Эс-Балуард в Пальма-де-Майорка (на данный момент не экспонируется).

## Описание
Эту картину художник написал во время своего первого пребывания в Порт-де-Польенсе на острове Майорка (Англада-Камараса переехал на остров впервые в 1914 году с Парижа с несколькими своими южноамериканскими учениками, где сконцентрировался на изображении местных пейзажей). На ней изображено сосновое дерево с массивными ветвями на переднем плане, выделяющееся на фоне моря, неба и гор. Здесь особенно выделяется цвет и то, как средиземноморский свет передан быстрыми густыми мазками. Картина выполнена масляными красками на деревянной доске.
Среди элементов пейзажей Майорки, Англада-Камараса особенно имел пристрастие к небольшим укромным уголкам и закоулкам, семейным садам и, прежде всего, к одиноким деревьям, особенно соснам — он видел в них символ силы и борьбы с невзгодами. Название этого полотна отсылает к стихотворению Микеля Коста-и-Льоберы «Форменторская сосна» (1875), в котором сосна превращается в очеловеченное присутствие, провозглашающее послание жизненного утверждения и духовности. Это одно из самых известных стихотворений майоркинской школы, которое считается одной из вершин романтической поэзии на каталонском языке. Вдохновение художника здесь основано на сосновых деревьях, укореняющихся на скалах мыса Форментор (Майорка); это место с юных лет часто посещал поэт, который также лично был знаком с Англада-Камарасой.